# Rodach (dopływ Menu)
Rodach – rzeka w Bawarii, w Niemczech, o długości ok. 48 km; dopływ Menu.
Źródła posiada w Lesie Turyńskim. Płynie w kierunku południowym, tworząc na długości ok. 1,5 km granicę między Turyngią a Bawarią. Następnie kieruje się na południowy zachód. Przepływa przez Steinwiesen i Marktrodach. Łączy się ze swoim dopływem Wilde Rodach ("Dzikim Rodach"). Płynie wzdłuż drogi krajowej 173 i osiąga miasto Kronach. Tam zbiera wodę z rzeki Haßlach. Przepływa przez Küps, Redwitz an der Rodach, aż k. Marktzeuln uchodzi do Menu na obszarze Lasu Frankońskiego
Dopływy Rodach to m.in.: Pfaffenbach, Orlabach, Titschengrundbach, Steinbach, Goldbach, Dörrnbach, Langenaubach, Kaugelbach, Weißbach, Wilde Rodach, Finkenbach, Fischbach, Stübengraben i Teufelsgraben, Haßlach, Krebsbach, Leßbach, Fabrikgraben, Teufelsgraben, Widigsgraben oraz Steinach.